# Villa cheminée
Villa cheminée est une œuvre de l'artiste japonais Tatzu Nishi (en). Il s'agit d'une installation monumentale composée d'un cylindre de 15 mètres de haut ressemblant aux cheminées de la centrale thermique voisine, sur le sommet duquel est placé un pavillon habitable. Créée en 2009 dans le cadre d'Estuaire, la biennale d'art contemporain de l'estuaire de la Loire, elle est installée au bout du port de Cordemais, sur le territoire de la commune de Bouée, en France.

## Description

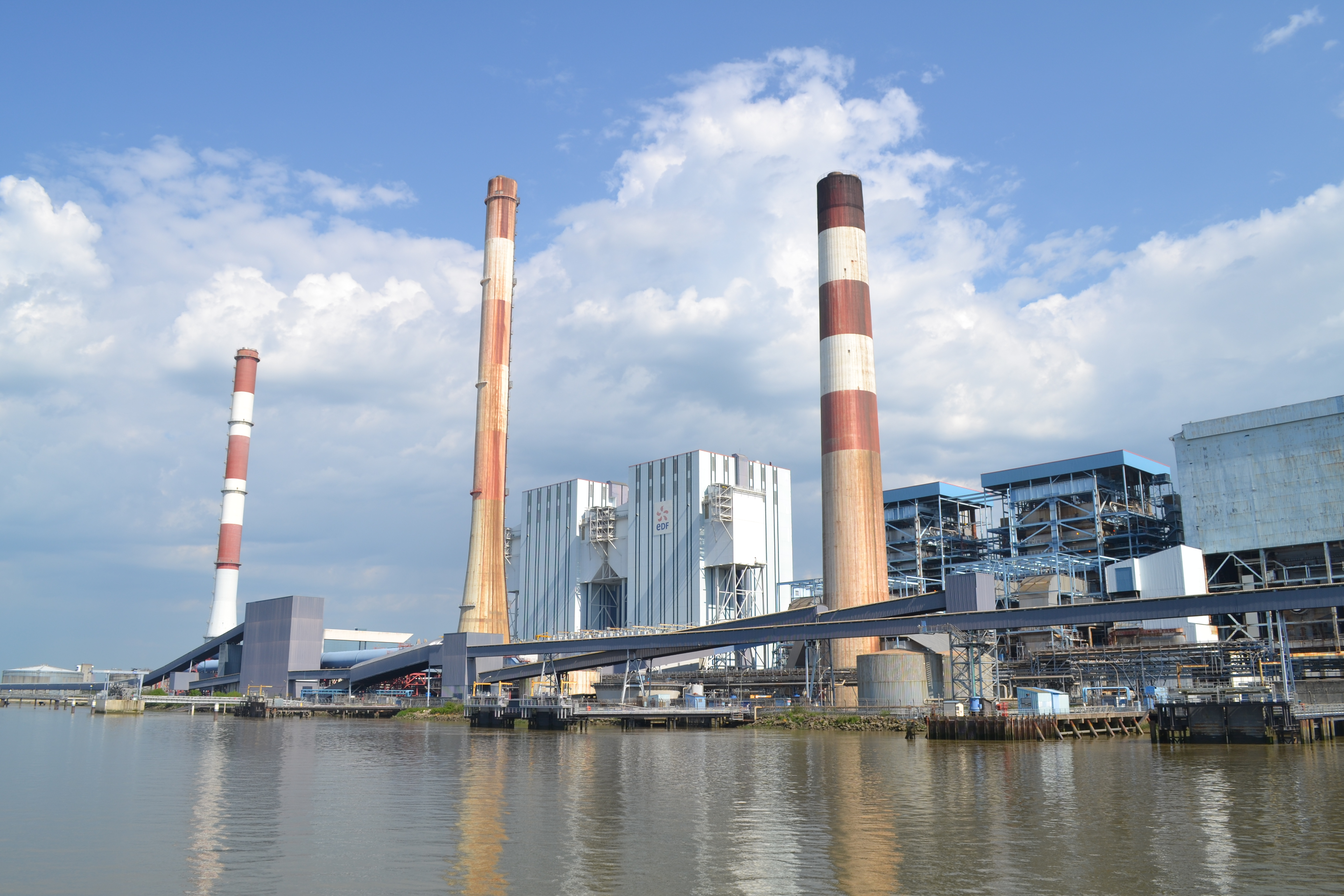
Cheminées de la centrale thermique de Cordemais ayant inspiré la Villa cheminée.

L'œuvre est composée de deux parties. La première est un cylindre vertical de 15 mètres de haut et de plusieurs mètres de diamètre, peint de trois bandes horizontales, rouge, blanche et rouge. Ce cylindre est la reproduction d'une section des cheminées de la centrale thermique de Cordemais.
Le sommet de ce cylindre est constitué d'une plate-forme horizontale sur laquelle est installé un petit pavillon à un étage, inspiré de l'architecture des années 1970. Ce pavillon est entièrement habitable et peut servir de gîte. Il est entouré d'un jardinet sur lequel est disposé un réverbère.
Le pavillon est accessible depuis la base grâce à un escalier, situé à l'intérieur de la structure sur les deux tiers de sa hauteur, et à l'extérieur sur le dernier tiers.

## Localisation
La Villa cheminée est installée à la pointe Ouest de l'île sur laquelle est construite la centrale de Cordemais, distante d'une centaine de mètres. L'œuvre s'élève ainsi à proximité immédiate du confluent entre la Loire et le bras de Cordemais, formé par les étiers du port et de Cordemais. Bien qu'accessible uniquement par la commune de Cordemais, l'œuvre est sise sur la commune voisine de Bouée.
La construction de la Villa cheminée a provoqué des changements de frontières entre les communes Cordemais et Bouée. En effet les équipes techniques découvrent en cours de développement du projet que le terrain de la Villa se situe sur les terres de Bouée et non celles de Cordemais comme prévu. Or Bouée est soumise à la loi littoral qui impose de lourdes contraintes en matière d'urbanisme. Dans ces conditions, les autorités délivrent dans un premier temps une autorisation provisoire puis, à l'issue de la biennale, pour ne pas avoir à démonter l'œuvre, elles régularisent la situation en faisant passer ce terrain de la commune de Bouée à celle de Cordemais,,.

## Commande
L'œuvre résulte d'une commande publique lancée par le ministère de la Culture et la direction régionale des Affaires culturelles des Pays de la Loire, dans le cadre de l'édition 2009 d'Estuaire, la biennale d'art contemporain organisée le long de l'estuaire de la Loire, de Saint-Nazaire à Nantes.
L'œuvre doit faire à l'origine plus de 20 mètres de haut et se situer plus près du fleuve. À la suite du refus du premier dépôt de permis de construire, le projet est reculé d'un mètre et abaissé de cinq ; ce nouveau projet est alors accepté.
La structure est pérenne : elle fait partie de l'ensemble des œuvres qui n'ont pas été démontées à la fin de l'édition de la biennale.

## Artiste
Tatzu Nishi (en) (né en 1960) est un artiste japonais.